# Ritratto del vescovo Carlo Gritti Morlacchi
Il Ritratto del vescovo Carlo Gritti Morlacchii è un dipinto olio su tela  di Francesco Coghetti datato al 1833 e conservato nella sagrestia della cattedrale di Sant'ALessandro di Bergamo.

## Storia e descrizione
Nel 1831 era stata ultimata la cupola della chiesa alessandrina e fu il neoeletto vescovo Carlo Gritti Morlacchi a commissionarne la decorazione al giovane pittore Coghetti che aveva iniziato i suoi studi presso l'Accademia Carrara di Bergamo con il maestro Giuseppe Diotti per poi trasferirsi a Roma a ultimare gli studi, e proprio da Roma lo richiamò il vescovo.
La commissione prevedeva la realizzazione di otto affreschi posti in altrettanti ovali in stucco che erano stati realizzati da Giuseppe Giussani e Isidoro Agosti, nonché l'ultimazione delle decorazioni del tempietto di Santa Croce. La realizzazione parve da subito però molto complessa e con un costo elevato, fu proprio il vescovo Gritti Morlacchi a contribuire alla sua spesa. Proprio per gratitudine l'artista ne realizzò il ritratto.
Il dipinto ospita la data del 1833 e la firma dell'artista. Ci presenta il vescovo dall'aspetto giovanile, sul capo lo zucchetto lascia sfuggire capelli scuri e soffici. Il volto, raffigurato a tre quarti con il busto girato verso destra, presenta un personaggio dall'alta fronte, con gli occhi molto grandi e dallo sguardo acuto e sereno, quasi felice. Il vescovo pare dialogare con chi gli è a fianco. Il ritratto quindi ha tutte le caratteristiche naturalistiche che hanno rappresentato i ritratti della tradizione bergamasca dal Lotto al Moroni a fra Galgario, ma riprendendo anche l'arte romana con i ritratti di Carlo Maratta e Sebastiano Ceccarini e Giovan Battista Gaulli. Vi è infatti una raffigurazione quasi celebrativa del soggetto che si presenta nella sua “straordinaria maquiloquenza”, molto umano. Per questo inizialmente fu considerato, a Bergamo, un lavoro troppo sforzoso ma molto somigliante.
La posizione del vescovo racconta l'attimo in cui una persona che viene interrotta durante la lettura, il dito infatti della mano destra tiene il segno nel libro che viene appoggiato sul ginocchio destro. Alle sue spalle un loggiato coperto da un drappo verde dal quale traspare la luce di un nuovo mattino e definito da una grande colonna. Le ombre del volto del vescovo e dell'abito nasce della luce che entra nel loggiato. Accanto un tavolo intagliato che ospita alcuni libri, una penna d'oca, e una statua brozea raffigurante Mosè e le tavole della legge.  Il ritratto fu sicuramente studiato dal Coghetti dal vivo, con la creazione di ombre e di colori tra le vesti, ci fa presupporre che anche l'ambiente fosse quello davvero vissuto dal soggetto.
Il dipinto fu oggetto di un importante restauro da parte della fondazione Creberg che ha ridato alla tela i colori originali, quello infatti che si pensava fosse una persona anziana, dopo la rimozioni delle polveri, è risultato essere un personaggio giovanile come doveva essere infatti il Gritti Morlacchi nel 1833. Il restauro ha ridato la giusta datazione che se era considerata nel 1832 presenta la data del 1833.